# Radio Serbie
Radio Serbie (En serbe : Međunarodni radio Srbija) était le service de diffusion international de l’État serbe.

## Diffusion
Radio Serbie a diffusé ses émissions par ondes courtes et par Internet jusqu'au 30 juillet 2015.
La station émettait en 13 langues: anglais, français, allemand, russe, espagnol, arabe, albanais, grec, bulgare, italien, hongrois, chinois et serbe.

## Histoire
La diffusion de programmes pour l’étranger débute le 8 mars 1936 dans le but de contrer la propagande fasciste. En novembre 1941, alors que le pays est occupé, une station appelée Yougoslavie Libre (SLOBODNA JUGOSLAVIJA en serbe) émet depuis la ville de Oufa, dans l’Oural. Puis les émissions sont diffusées via Radio Belgrade. Puis est créée Radio Yougoslavie(RADIO JUGOSLAVIJA en serbe) qui émet vers l’extérieur jusqu’en janvier 1954. À cette date Radio Belgrade reprend la diffusion vers l’étranger. Le 2 février 1978 Radio Yougoslavie, créée en 1977, commence d’émettre. En juin 2006 elle interrompt sa diffusion en ondes courtes, qui reprend le 6 novembre de la même année.
La diffusion en ondes courtes fut assurée par un émetteur d'une puissance nominale de 250 kW jusqu'au 30 juillet 2015 date à laquelle la station fut fermée, à la suite d'une décision du gouvernement serbe.